# Médium MEM

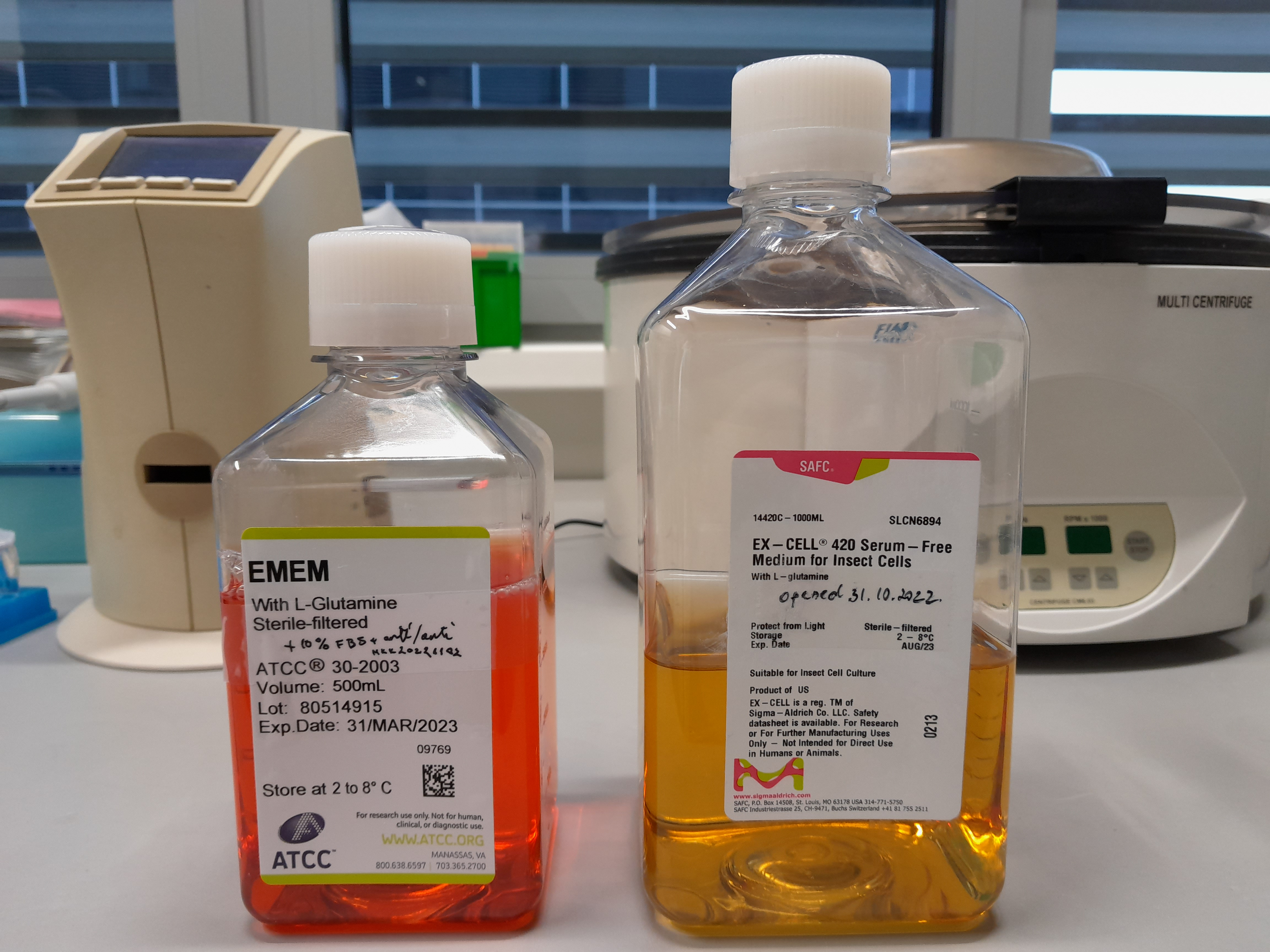
Eaglovo MEM (Eagle's minimum essential medium) (vlevo)

Médium MEM (Minimum Essential Medium) je syntetické médium používané ke kultivaci buněčných kultur. Bylo vyvinuto Harry Eaglem v roce 1959. Lze ho využít ke kultivaci širokého spektra savčích buněk včetně HeLa, BHK-21, HEK-293, HEP-2, HT-1080, MCF-7, fibroblastů a primárních krysích astrocytů.. MEM je roztok takzvaných Earlových solí pojmenovaných po W. R. Earlovi, který definoval jejich složení , doplněný o esenciální aminokyseliny, glukosu a vitaminy. Jelikož MEM médium neobsahuje proteiny, lipidy ani růstové faktory, je často nutné doplnit MEM o fetální bovinní sérum.
Předchůdcem MEM bylo médium BME (Basal Medium Eagle) taktéž vyvinuto H. Eaglem v letech 1955-1957. Hlavním rozdílem bylo menší množství aminokyselin.
V dnešní době existuje již několik modifikovaných MEM médií.

## Složení
Následující tabulka obsahuje jednotlivé složky MEM a jejich koncentrace.
| Složka           | Koncentrace [mg/l] |
| ---------------- | ------------------ |
| L-Arginin        | 105                |
| L-Cystein        | 24                 |
| L-Glutamin       | 292                |
| L-Histidin       | 31                 |
| L-Isoleucin      | 52                 |
| L-Lysin          | 58                 |
| L-Methionin      | 15                 |
| L-Fenylalanin    | 32                 |
| L-Threonin       | 48                 |
| L-Tryptofan      | 10                 |
| L-Tyrosin        | 36                 |
| L-Valin          | 46                 |
| Glukosa          | 1000               |
| NaCl             | 6800               |
| KCl              | 400                |
| CaCl2            | 200                |
| MgCl2·6H2O       | 200                |
| NaH2PO4·2H2O     | 150                |
| Cholin           | 1                  |
| Kyselina listová | 1                  |
| Inositol         | 2                  |
| Nikotinamid      | 1                  |
| Pantotenát       | 1                  |
| Pyridoxal        | 1                  |
| Riboflavin       | 0,1                |
| Thiamin          | 1                  |

## Modifikovaná MEM media
DMEM (Dulbecco's Modified Eagle's Medium): Médium obsahující čtyřnásobek koncentrace vitaminů a aminokyselin oproti MEM. Poprvé použito R. Dulbeccem při studiu polyomavirů.
MEM α: Oproti MEM navíc obsahuje i neesenciální aminokyseliny, kyselinu L-askorbovou, biotin, vitamin B12, lipoovou kyselinu, pyruvát sodný, nukleosidy a deoxynukleosidy.
EMEM (Eagle's Minimum Essential Medium): Mnozí prodejci uvádějí na trh i médium pod zkratkou EMEM, jedná se o MEM s přídavkem neesenciálních aminokyselin.